# Daboua
Daboua  o Dabouaiwa è un comune del Ciad situato nel dipartimento di Fouli, provincia del Lago .